# 스파이더맨 (1977년 영화)
스파이더맨(The Amazing Spider-Man)은 미국에서 제작된 E.W. 스왁해머 감독의 1977년 모험, 범죄 영화이다. 니콜라스 해몬드 등이 주연으로 출연하였고 에드워드 몬테그니 등이 제작에 참여하였다.

## 출연

### 주연
- 니콜라스 해몬드
- 데이비드 화이트
- 마이클 퍼터키
- 힐리 힉스
- 리사 에일바처

### 조연
- 딕 밸더지
- 제프 도넬
- 로버트 헤스팅스
- 베리 커틀러
- 아이버 프란시스
- 데이어 데이비드
- 노먼 라이스
- 렌 레저
- 이반 보너
- 조지 레인 쿠퍼
- 캐스린 레이놀즈
- 해리 캐서
- 짐 스톰
- 론 길버트
- 래리 앤더슨
- 제임스 브로드헤드
- 메리 앤 카시카

## 제작진
- 원작자: 스탠 리
- 제작부: 말콤 스튜어트
- 미술: 제임스 헐시